# Патанджали
Патанджали (на санскрит: पतञ्जलि, романизиран: Patañjali), още наричан Гонардия или Гоникапутра, е древноиндийски мъдрец, философ, основател на философско-методологичната школа Йога. Смята се, че е живял между II в. пр. Хр. и IV в. сл. Хр. Автор или поне съавтор на два основни за индуизма труда. Това са "Йога-сутра" и "Махабхашя".
Дава определението за „йога“ – прекратяване на модификациите на ума (съзнанието), при разполагане в удобна поза; както и за „асана“ за медитация— удобна поза, в която умът се намира в спокойствие. Преподава на учениците си техника за медитация с Ом за осъществяването на контрол върху ума и достигане на състояние на свръхсъзнание и освобождение.
Някои автори го отъждествяват дори с друг негов едноименник лингвист, автор на обширни коментари към санскритската граматика.

## Изследвания
1. Britannica, T. Editors of Encyclopaedia. "Patanjali." Encyclopedia Britannica, February 16, 2023. https://www.britannica.com/biography/Patanjali
2. Шибенду Лахири. Йога сутрите на Патанджали. С., Сдружение „Шибенду Лахири“, 2010, 592 с.